# Jordy Candia
Jordy Joan Candia Zeballos (Santa Cruz de la Sierra; 20 de abril de 1996) es un futbolista boliviano. Juega como defensa y su actual equipo es Universitario de Vinto de la Primera División de Bolivia.

## Clubes
| Club                   | País    | Año               |
| ---------------------- | ------- | ----------------- |
| Calleja                | Bolivia | 2014              |
| Sport Boys Warnes      | Bolivia | 2015              |
| Blooming               | Bolivia | 2015 - 2020       |
| Real Potosí            | Bolivia | 2021              |
| Palmaflor              | Bolivia | 2022              |
| Libertad Gran Mamoré   | Bolivia | 2023              |
| Universitario de Vinto | Bolivia | 2023 - Actualidad |

## Palmarés

### Títulos nacionales
| Título           | Club              | País    | Año           |
| ---------------- | ----------------- | ------- | ------------- |
| Primera División | Sport Boys Warnes | Bolivia | Apertura 2016 |